# Sycophila naso
Sycophila naso är en stekelart som beskrevs av Boucek 1981. Sycophila naso ingår i släktet Sycophila och familjen kragglanssteklar.
Artens utbredningsområde är:
- Namibia.
- Uganda.
- Zimbabwe.

Inga underarter finns listade i Catalogue of Life.